# Sant Pere de Pujalt
Sant Pere de Pujalt és l'església parroquial del poble de Pujalt, en el terme municipal de Sort, a la comarca del Pallars Sobirà. Pertanyia a l'antic terme d'Enviny. És una obra inclosa a l'Inventari del Patrimoni Arquitectònic de Catalunya.

## Descripció
Està situada en el mateix nucli de població de Pujalt, a prop de l'extrem nord-occidental del poble. És una església construïda durant la segona meitat del segle xx, però el seu estil harmonitza perfectament amb la resta d'esglésies de la comarca.
Església de planta rectangular amb capçalera a llevant que presenta a migjorn un cos adossat al centre del qual s'aixeca la torre-campanar. És precisament a la base del campanar, on s'obre la porta d'arc angular i muntants inclinats.
Per damunt del nivell de la coberta de la nau, el campanar té forma de piràmide truncada, adquirint, de nou, al darrer tram la forma cúbica.
A aquests darrer pis, s'obre a cada pany de paret un arc angular. Remata la torre-campanar una petita coberta piramidal de llicorella.
L'aparell més emprat és la pedra pissarrosa local en blocs paral·lelepipèdics molt allargats.
A l'interior la nau està coberta amb una original volta d'aresta doble. La il·luminació s'aconsegueix mitjançant unes finestres romboïdals.